# Kažimir Hraste
Prof. dr. sc. Kažimir Hraste (Supetar na Braču, 2. veljače 1954.) hrvatski je kipar, grafičar, crtač, profesor, akademik i doktor znanosti.

## Životopis
U Splitu je završio Školu primijenjenih umjetnosti. Kiparstvo je diplomirao 1978. na Akademiji za likovne umjetnosti u Zagrebu, u klasi profesora Valerija Michielija. 
Godine 1984. završio je poslijediplomski studij kiparstva u Ljubljani, a kao stipendist talijanske vlade proveo je jedan četveromjesečni semestar na stručnom usavršavanju u Rimu, 1990. godine.
Bio je jedan od osnivača Umjetničke akademije u Splitu, gdje je danas i zaposlen kao redovni profesor kiparstva i gdje je u jednom mandatu bio i dekan.
Radi i kao profesor crtanja i oblikovanja na Građevinsko-arhitektonskom fakultetu Sveučilišta u Splitu. Član je i suradnik Hrvatske akademije znanosti i umjetnosti, a od 1978. i Hrvatskog društva likovnih umjetnika.
Radovi mu se nalaze u stalnim postavama više galerija, među ostalima u postavu Moderne galerije i Gliptoteke u Zagrebu, te u Galeriji Branka Ružića u Slavonskom Brodu.
Autor je većine plakata Festivala dalmatinskih klapa Omiš i dugogodišnji likovni suradnik Festivala.

## Djela
Hraste je kipar velikoga opusa, u kojem prevladavaju vjerske (sakralne) i povijesne teme. Među tim sakralnim temama ističu se križevi.
Izradio je i nekoliko javnih skulptura i spomenika:
- skulptura Uskrsnuće u Franjevačkom samostanu na otočiću Visovcu (1989.)
- spomenik Tinu Ujeviću u Vrgorcu (1991.)
- kip Hrvatski Krist u crkvi u Dugom Ratu (1991.)
- spomenik J. Kaštelanu u Zakučcu kod Omiša (1991.)
- spomenik don Frani Buliću u Solinu (1992.)

Autor je mnogih idejnih i likovnih rješenja prigodnog zlatnog i srebrnog novca Hrvatske narodne banke, poput kovanica izdanih prigodom 100. obljetnice rođenja kardinala Alojzija Stepinca i prilikom izbora Franje Tuđmana za prvog predsjednika samostalne Republike Hrvatske.